# 하남시의 국회의원

## 행정구역 변천
- 1989년 1월 1일 광주군 동부읍·서부면·중부면 상산곡리에 경기도 하남시 설치

## 하남시의 역대 국회의원 일람
| 대수   | 이름           | 소속정당     | 임기                              | 선거구역                                                                                      |
| ------ | -------------- | ------------ | --------------------------------- | --------------------------------------------------------------------------------------------- |
| 제14대 | 정영훈(鄭泳薰) | 민주자유당   | 1992년 5월 30일 - 1996년 5월 29일 | 하남시·광주군 일원                                                                            |
| 제15대 | 정영훈(鄭泳薰) | 신한국당     | 1996년 5월 30일 - 2000년 5월 29일 | 하남시·광주군 일원                                                                            |
| 제16대 | 유성근(兪成根) | 한나라당     | 당선 무효                         | 하남시 일원                                                                                   |
| 제16대 | 김황식(金晃植) | 한나라당     | 2002년 8월 9일 - 2004년 5월 29일  | 하남시 일원                                                                                   |
| 제17대 | 문학진(文學振) | 열린우리당   | 2004년 5월 30일 - 2008년 5월 29일 | 하남시 일원                                                                                   |
| 제18대 | 문학진(文學振) | 통합민주당   | 2008년 5월 30일 - 2012년 5월 29일 | 하남시 일원                                                                                   |
| 제19대 | 이현재(李賢在) | 새누리당     | 2012년 5월 30일 - 2016년 5월 29일 | 하남시 일원                                                                                   |
| 제20대 | 이현재(李賢在) | 새누리당     | 2016년 5월 30일 - 2020년 5월 29일 | 하남시 일원                                                                                   |
| 제21대 | 최종윤(崔種允) | 더불어민주당 | 2020년 5월 30일 - 2024년 5월 29일 | 하남시 일원                                                                                   |
| 제22대 | 추미애(秋美愛) | 더불어민주당 | 2024년 5월 30일 -                 | 하남시 갑: 천현동, 신장1동, 신장2동, 덕풍1동, 덕풍2동, 감북동, 감일동, 위례동, 춘궁동, 초이동 |
| 제22대 | 김용만(金容萬) | 더불어민주당 | 2024년 5월 30일 -                 | 하남시 을: 덕풍3동, 미사1동, 미사2동, 미사3동                                                 |

## 같이 보기
- 하남시·광주군
- 하남시 (선거구)
- 하남시 갑
- 하남시 을
- 광주시의 국회의원
- 구리시의 국회의원
- 용인시의 국회의원
- 이천시의 국회의원
- 성남시의 국회의원
- 서울 송파구의 국회의원
- 서울 강동구의 국회의원